# Diocèse de la Caraïbe du Nord-Est et d'Aruba
 (juin 2023).
Si vous disposez d'ouvrages ou d'articles de référence ou si vous connaissez des sites web de qualité traitant du thème abordé ici, merci de compléter l'article en donnant les références utiles à sa vérifiabilité et en les liant à la section « Notes et références ».

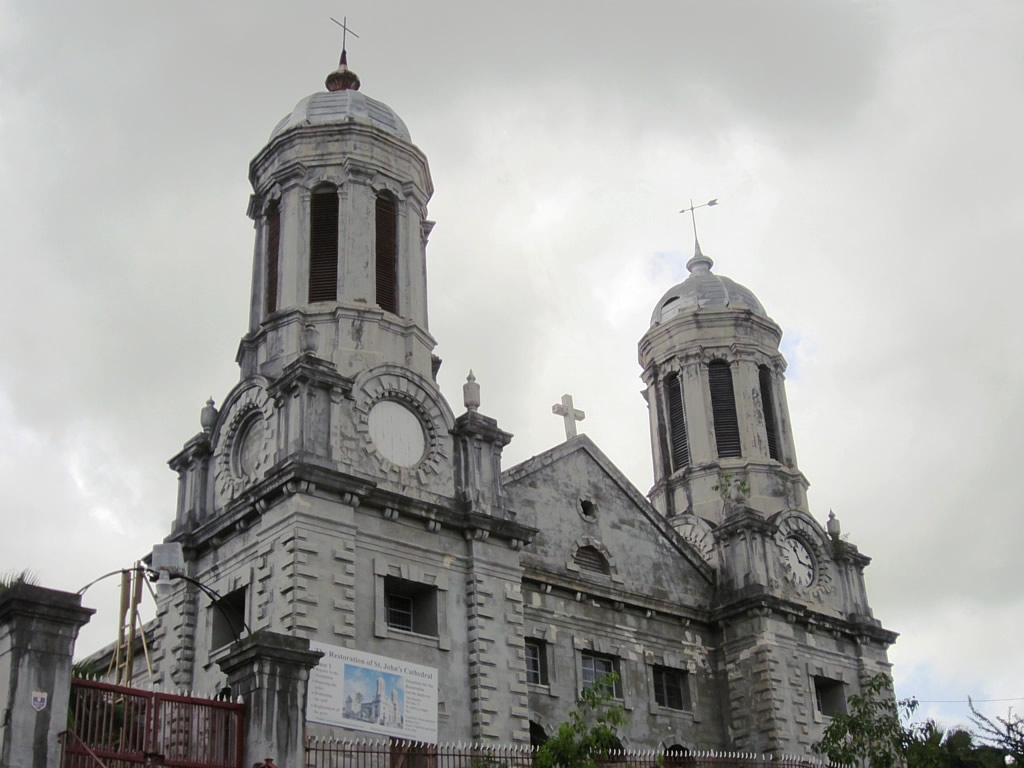
Cathédrale Saint-Jean-le-Théologien de Saint John's.

Le diocèse de la Caraïbe du Nord-Est et d'Aruba est une juridiction de la Communion anglicane relevant de l'Église dans la province des Antilles. Il a été érigé en 1842 sous le nom de diocèse d'Antigua et des Îles Sous-le-Vent quand le diocèse de la Barbade a été divisé. Sa juridiction couvre les territoires d'Antigua-et-Barbuda, d'Aruba, de la Dominique, de Montserrat, de Saba, de Saint-Christophe-et-Niévès et de Saint-Martin. Son siège est à la cathédrale Saint-Jean-le-Théologien, à Saint John's, sur Antigua, et son actuel titulaire est Errol Brooks.